# Sue Lyon

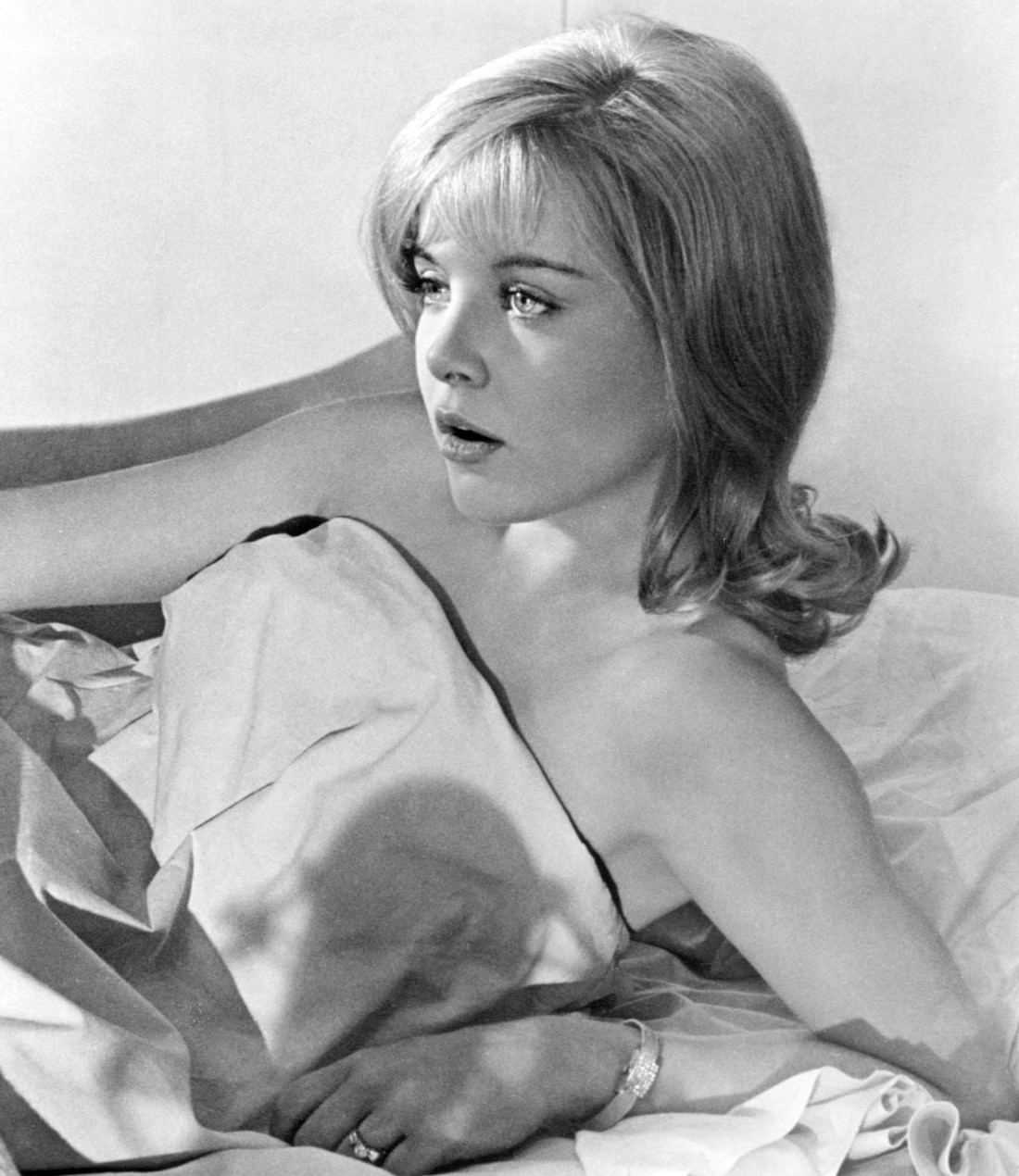
Sue Lyon (1967).

Sue Lyon, född som Suellyn Lyon den 10 juli 1946 i Davenport, Iowa, död 26 december 2019 i Los Angeles, var en amerikansk skådespelerska.
Lyon utbildade sig vid L.A. City College och arbetade som fotomodell för JC Penney medan hon arbetade i en affär för herrkläder. Hon medverkade i ett par filmer innan hon upptäcktes av regissören Stanley Kubrick och gjorde filmdebut 1962 i dennes film Lolita. Hon erhöll stor publicitet och förhandsreklam som kommande stjärna för sin roll som den sexuellt brådmogna unga flickan.
Lyon gifte sig 1964 med skådespelaren Hampton Fancher men äktenskapet höll bara ett år. 1970 gifte hon sig med Roland Harrison, som var fotograf och fotbollstränare. Paret flyttade till Spanien men skilde sig 1971 efter problem med äktenskapet. 1973 gifte hon sig med Gary "Cotton" Adamson som dömts till fängelse för rånmord. Hon gav upp sitt dåvarande arbete som servitris och började propagera för fängelsereformer. Då Adamson återigen genomförde ett rån begärde Lyon och fick skilsmässa 1974. Lyons problem påverkade hennes karriär och hon gjorde sin sista film 1980. Hon gifte sig med Richard Rudman och paret bodde fram till Lyons död i Los Angeles.

## Filmografi (urval)
- 1980 – Alligator
- 1978 – Towing
- 1977 – Don't Push, I'll Charge When I'm Ready
- 1977 – End of the World
- 1977 – Crash!
- 1976 – Smash-Up on Interstate 5 (TV-året)
- 1976 – Invisible Strangler
- 1973 – Una gota de sangre para morir amando
- 1973 – Tarot
- 1971 – Evel Knievel
- 1967 – Tony Rome
- 1967 – The Flim-Flam man
- 1966 – 7 Women
- 1964 – Iguanans natt
- 1962 – Lolita
- 1959 - Dennis the Menace (TV-serie)
- 1953 – Letter to Loretta